# Тиридат (родственник Аршака I)
Тиридат (парф. 𐭕𐭉𐭓𐭉𐭃𐭕) — военный вождь из племени парнов. Согласно Юстину, Тиридат был сыном основателя династии Аршакидов Аршака I, Арриану — его братом, современным историкам — кем-то из его родственников или вымышленным человеком.
Долгое время историки считали Тиридата царём Парфии, который наследовал Аршаку. Впоследствии это мнение было пересмотрено. В современной историографии он считается либо вымышленной персоной, либо реально существовавшим, но никогда не правившим человеком. Причина таких разночтений, скорее всего, обусловлена тем, что большинство парфянских царей были потомками Тиридата, а не Аршака. Соответственно, они сознательно возвеличивали своего прямого предка и умаляли роль Аршака в создании Парфянского царства.

## Проблема историчности и биографии
Период правления первых Аршакидов, равно как и их приход к власти, не описан подробно в античных источниках. Из-за этого исследователи опираются на изначально небеспристрастные, а порой и откровенно враждебные к парфянам греческие и римские фрагментарные сочинения. Согласно фрагменту «Парфики» Арриана, сохранившемуся у Фотия, братья Аршак и Тиридат были представителями местной знати и вассалами селевкидского сатрапа Парфии Андрагора и подняли против него восстание. В современной историографии эту версию признают недостоверной и считают более соответствующим действительности утверждение Страбона, что Аршакиды происходили из кочевого племени парнов из конфедерации дахов и завоевали Парфию в ходе вторжения, а не восстания против последнего селевкидского сатрапа. Марк Юниан Юстин называл Тиридата сыном Аршака. В целом же Юстин и Страбон называют именно Аршака I основателем Парфянского государства, в то время как Арриан отводил ключевую роль в создании царства его брату Тиридату.
Согласно традиционной истории Парфии, восстание против Андрагора возглавляли два брата, Аршак и Тиридат. После того, как Аршак умер, престол перешёл к его брату Тиридату, который царствовал до 211 года до н. э., передав трон Артабану I. Из-за отрывочного характера источников, повествующих об этом периоде, на свет появились ряд противоречащих гипотез. Первая, ныне отвергнутая, рассматривает Аршака как фигуру легендарную, а его брата — как основного правителя царства. Уже в 1911 году Эдуард Мейер в статье для «Британской энциклопедии» назвал данные Арриана не историчными, а Тиридата посчитал вымышленным правителем. Другая же гипотеза, которую развил польский историк Юзеф Вольский, также отрицает историчность и Артабана, и Тиридата. Согласно реконструкции этого историка, Аршак I правил более 30 лет, а его наследником стал сын Аршак II. В 1983 году Д. Бивар, несмотря на правдоподобность этой теории, назвал её неоднозначной и в своих династических таблицах привёл и первую, и вторую хронологию правителей.
В 2009 году российские историки В. А. Гаибов и Г. А. Кошеленко провели анализ причин возникновения «арриановой теории». Одной из них стала непонятная для римлян система наследования в Парфии, когда сначала царствовали Аршак I и его сын, а затем власть перешла к потомку Тиридата (внуку) Фрияпатию. Потомки Тиридата стремились представить своего прямого предка главным среди братьев, «задвинув Аршака на второй план». Эту, озвученную Аррианом, версию повторил Фотий, а затем Зосим. Впоследствии на Арриана сослался и Синкелл, который прямо назвал Тиридата главной фигурой в борьбе парфян против греков. Согласно его хронологии, она происходила куда позднее, — в 223—187 годах до н. э. Сопоставление информации из этих источников показывает, что несмотря на общий первоисточник, авторы передавали «аррианову традицию» с существенным расхождением в деталях, в которой общим является лишь насилие Селевкидов над Аршаком с последующей местью за брата со стороны Тиридата. Наибольшие расхождения имеются в хронологии событий. Синкелл утверждал, что Тиридат царствовал 37 лет, а его брат — два года перед ним. Проанализировав эти разночтения в источниках, авторы пришли к выводу, что так называемая «аррианова традиция» вряд ли опирается на одного Арриана. По их мнению, существовали и другие первоисточники из которых Фотий, Зосим и Синкелл брали информацию для своих трудов. В 2018 году историк А. С. Балахванцев писал в ответ на работу Гаибова и Кошеленко, что если бы Помпей Трог, эпитому которого составил Юстин, писал свою работу опираясь на современные ему труды по парфянской официальной истории, то его работа походила бы на книгу Арриана. Однако ничего похожего там нет и близко. Учитывая совпадения между прямо указавшим свой источник Страбоном и работой Помпея Трога, Балахванцев считает практически однозначно доказанным, что последний ссылался на «Парфику» Аполлодора. Это, по словам историка, говорит о возможности говорить не только об «арриановой традиции», но и об «аррианово-апполодоровой традиции».
В источниках также присутствует несколько версий появления названия династии «Аршакиды», которые умаляют роль брата Тиридата Аршака. Большинство современных исследователей склонны полагать, что это имя династия получила по первому правителю, Аршаку I. Из источников «арриановой традиции» такой же версии придерживался лишь Синкелл, остальные же пытались представить эпонимом династии некоего предка Аршака и Тиридата. Также в античных источниках присутствует версия, согласно которой Аршакиды были потомками Ахеменидов. В дальнейшем этой версии придерживались и сами парфянские цари, однако она не находит подтверждения у современных исследователей.
В 2015 году в книге, посвящённой правлению Антиоха III Великого, британский историк Джон Грейнджер повторил «аррианову версию». Он назвал Тиридата сыном и наследником Аршака I, который принял имя Аршака II. Историк Н. Овертум в 2020 году раскритиковал эту точку зрения и отметил, что в современной историографии преобладает мнение, что Тиридат был историческим лицом, однако никогда не правил.